# 卡拉米斯
卡拉米斯（英語：Calamis (5th century BC)），约活动于公元前5世纪前后。古希腊最重要的青铜雕刻家之一，公元前470年至公元前430年为其创作期，他还使用大理石、金和象牙等材料进行雕刻。他的几件作品均有记载，包括为品达创作的宙斯——阿蒙像，为本都的阿波罗城雕刻的大型阿波罗青铜像。在西库翁用金与象牙铸造的阿斯克勒庇俄斯像，以及雅典卫城上的索桑德拉像。